# Jumbo frame
Jumbo frames zijn in computernetwerken ethernetframes die meer dan de normale 1500 byte bevatten. 9000 byte per frame wordt in het algemeen als maximaal gezien, hoewel er systemen bestaan die hiervan afwijken. De meeste gigabitapparaten ondersteunen jumbo frames, maar ook sommige Fast Ethernet-apparatuur biedt hier ondersteuning voor. Grote internetnetwerken als Internet2/NLR, ESnet, GÉANT en AARNet ondersteunen vaak jumbo frames. Commerciële en particuliere internetaanbieders staan dit vaak niet toe.

## Voordelen
Normale ethernetframes hebben een maximumgrootte van 1500 byte. Een frame dat door het netwerk gestuurd wordt, moet bij elk apparaat (node) onderzocht worden om te zien waar het vandaan komt en waar het naartoe gaat. Deze informatie staat in de header van een frame. Dat betekent dat er ongeacht de inhoud per frame een bepaalde verwerkingstijd nodig is. Door het vergroten van de datacapaciteit kunnen er dus in dezelfde tijd meer data verzonden worden, doordat de headergrootte niet verandert. Dit verbetert de doorstroom van data en verlaagt het CPU-verbruik en dus hardwaregebruik bij apparaten. Vooral grote bestanden kunnen op deze manier sneller verzonden worden over een netwerk.

## Nadelen
Doordat traditionele ethernetframes kleiner zijn, gaan er minder data verloren wanneer een frame niet aankomt. Jumbo frames hebben een omgekeerde werking, wanneer veel frames niet aankomen of opnieuw gestuurd moeten worden. Daarom wordt er in onbetrouwbare netwerken geen gebruik gemaakt van jumbo frames. Het internet is hier een voorbeeld van. Omdat het internet een aaneenschakeling is van meerdere netwerken, kan de kwaliteit niet gegarandeerd worden en zouden jumbo frames maar deels aankomen.